# Скоробогатов, Семён Васильевич
Семён Васильевич Скоробогатов — советский военачальник, государственный и политический деятель, полковник.

## Биография
Родился в 1902 году. Член КПСС с 1923 года.
С 1924 года — на хозяйственной, общественной и политической работе. В 1924—1946 гг. — на военной службе, участник борьбы с басмачеством в Средней Азии, полковник с 1939 года, участник Великой Отечественной войны, начальник Сеймчанского аэропорта Главного Управления Гражданского и Военного Флота на трассе Красноярск-Уэлькаль.
Избирался депутатом Верховного Совета СССР 1-го созыва.
Умер после 1950 года.